# Ronnie Lee Gardner
Ronnie Lee Gardner (16. januar 1961 – 18. juni 2010) var en amerikansk morder, som der blev henrettet ved skydning i den amerikanske delstat Utah, klokken 7:00 dansk tid, den 18. juni 2010.
Gardner blev idømt dødsstraf for drabet på advokaten Michael Burdell, som han skød da han forsøgte at stikke af i forbindelse med et retsmøde i 1985. Retsmødet blev afholdt i forbindelse med Gardners tidligere drab på Melvyn Otterstrom i 1984.